# Kyösti Rousti
Pour les articles homonymes, voir Rousti.
Kyösti Rousti, né le 29 février 1936, à Helsinki, en Finlande et mort le 26 juin 2021, est un joueur finlandais de basket-ball.